# Los Angeles D-Fenders 2016-2017
La stagione 2016-17 dei Los Angeles D-Fenders fu la 10ª nella NBA D-League per la franchigia.
I Los Angeles D-Fenders vinsero la Pacific Division con un record di 34-16. Nei play-off persero i quarti di finale con i Rio Grande Valley Vipers (2-1).

## Roster
| N° | Naz.                   | Ruolo | Sportivo         | Anno | Alt. | Peso |
| -- | ---------------------- | ----- | ---------------- | ---- | ---- | ---- |
| 0  | Stati Uniti (bandiera) | G     | Vander Blue      | 1992 | 193  | 91   |
| 5  | Stati Uniti (bandiera) | G     | Julian Jacobs    | 1994 | 193  | 82   |
| 7  | Stati Uniti (bandiera) | G     | Troy DeVries     | 1982 | 193  | 91   |
| 8  | Stati Uniti (bandiera) | G     | Speedy Smith     | 1993 | 191  | 82   |
| 9  | Stati Uniti (bandiera) | G     | Josh Magette     | 1989 | 185  | 73   |
| 10 | Stati Uniti (bandiera) | G     | Andre Ingram     | 1985 | 191  | 88   |
| 10 | Stati Uniti (bandiera) | G     | Mark Simmons     | 1991 | 185  | 82   |
| 11 | Stati Uniti (bandiera) | G     | David Nwaba      | 1993 | 193  | 95   |
| 12 | Stati Uniti (bandiera) | A     | Roscoe Smith     | 1991 | 206  | 92   |
| 18 | Stati Uniti (bandiera) | A     | D.J. Shumpert    | 1990 | 201  | 86   |
| 19 | Stati Uniti (bandiera) | A     | DeShawn Stephens | 1990 | 203  | 102  |
| 21 | Stati Uniti (bandiera) | A     | Travis Wear      | 1990 | 208  | 86   |
| 22 | Stati Uniti (bandiera) | AC    | Jeff Ayres       | 1987 | 206  | 113  |
| 23 | Stati Uniti (bandiera) | A     | Justin Harper    | 1989 | 208  | 102  |
| 33 | Croazia (bandiera)     | C     | Ivica Zubac      | 1997 | 216  | 109  |
| 45 | Stati Uniti (bandiera) | AC    | DeJuan Blair     | 1989 | 201  | 122  |
| 50 | Stati Uniti (bandiera) | C     | David Foster     | 1988 | 221  | 118  |
| 99 | Stati Uniti (bandiera) | A     | D.J. Shumpert    | 1990 | 201  | 86   |

## Staff tecnico
- Allenatore: Coby Karl
- Vice-allenatori: Isaiah Fox, Brian Walsh, Paul Woolpert